# Джузеппе Галлуцці
Джузе́ппе Галлу́цці (італ. Giuseppe Galluzzi, нар. 10 листопада 1903, Флоренція — пом. 6 грудня 1973, Флоренція) — італійський футболіст, що грав на позиції півзахисника. По завершенні ігрової кар'єри — футбольний тренер.
Виступав, зокрема, за клуби «Ювентус» та «Фіорентина». Як тренер приводив «фіалок» до перемоги в Кубку Італії, а також був першим тренером в «Сампдорія».

## Ігрова кар'єра
У дорослому футболі дебютував 1920 року виступами за команду клубу «Прато», в якій провів один сезон, взявши участь лише у 4 матчах чемпіонату.
Згодом з 1921 по 1927 рік грав у складі команд «Фіренце», «Лібертас» та «Альба Аудаче».
Своєю грою за останню команду привернув увагу представників тренерського штабу «Ювентуса», до складу якого приєднався 1927 року. Відіграв за «стару сеньйору» наступні два сезони своєї ігрової кар'єри. У складі «Ювентуса» був одним з головних бомбардирів команди, маючи середню результативність на рівні 0,33 гола за гру першості.
1929 року уклав контракт з клубом «Фіорентина», у складі якого провів наступні чотири роки своєї кар'єри гравця — два у Серії Б, яку виграв з командою у 1930 році, та два у Серії А. Більшість часу, проведеного у складі «Фіорентини», був основним гравцем команди.
Протягом 1933—1935 років захищав кольори клубу «Луккезе-Лібертас».
Завершив професійну ігрову кар'єру у клубі «Піза», за яку виступав протягом 1935—1936 років.

## Кар'єра тренера
Розпочав тренерську кар'єру невдовзі по завершенні кар'єри гравця, 1939 року, очоливши тренерський штаб «Фіорентини». В першому ж сезоні Галлуцці привів «фіалок» до перемоги в Кубку Італії.
1946 року став першим тренером новоствореної команди «Сампдорія». Надалі очолював команди «Леньяно», «Ліворно», «Болонья» та «Брешія».
Останнім місцем тренерської роботи був клуб «Леньяно», команду якого Джузеппе Галлуцці очолював як головний тренер до 1954 року.
Помер 6 грудня 1973 року на 71-му році життя у місті Флоренція.

## Титули та досягнення

### Як гравця
- Переможець Серії Б (1):

«Фіорентина»: 1939–40

### Як тренера
- Володар Кубка Італії (1):

«Фіорентина»: 1939–40
- Чемпіон Європи (U-18): 1966